# Marten de Roon
Marten de Roon (Zwijndrecht, 29 de março de 1991) é um futebolista profissional neerlandês que atua como meia e atualmente joga pela Atalanta.

## Carreira

### Primeiros anos
De Roon nasceu em Zwijndrecht e foi criado em Hendrik-Ido-Ambacht, onde jogou nas categorias de base da ASWH. Do ASWH, ele foi para as divisões de base do Feyenoord e do Sparta Rotterdam.

### Clubes

#### Sparta Rotterdam
De Roon fez sua estreia na Eredivisie pelo Sparta Rotterdam em 27 de março de 2010, sendo titular na partida contra o Twente no De Grolsch Veste. Ele fez um total de três jogos na Eredivisie na temporada de 2009-10.

#### Heerenveen
Em abril de 2012, o clube da Eredivisie, Heerenveen, anunciou a contratação de De Roon em um contrato de três anos.
Ele passou 3 temporadas no clube, disputando 94 jogos e marcando 5 gols.

#### Atalanta
Em julho de 2015, De Roon foi contratado pela Atalanta da Serie A.

#### Middlesbrough
Em 4 de julho de 2016, De Roon assinou com o recém-promovido Middlesbrough da Premier League por uma taxa de transferência de £ 12 milhões.
Em 5 de novembro de 2016, ele marcou seu primeiro gol pelo seu novo clube em um empate por 1–1 com o Manchester City no Etihad Stadium. Ele marcou mais 3 gols pelo clube no restante da temporada, incluindo o único gol em uma vitória sobre o Sunderland no derby de Tees–Wear. No entanto, o Middlesbrough foi rebaixado em 8 de maio de 2017.
Em 18 de julho de 2017, o Middlesbrough confirmou que pagou £ 8,8 milhões por De Roon, com a Atalanta ganhando mais £ 900.000 depois que o meio-campista disputou 30 jogos pelo clube.

#### Volta para a Atalanta
Em 10 de agosto de 2017, De Roon assinou novamente com a Atalanta por uma taxa não revelada.
Ele se consolidou como titular sob o comando de Gian Piero Gasperini e ajudou a Atalanta a terminar em um histórico terceiro lugar, ganhando uma vaga na fase de grupos da UEFA Champions League, na temporada de 2018-19. Ele fez sua estreia na Liga dos Campeões em 18 de setembro de 2019 contra o Dinamo Zagreb.

### Seleção
De Roon representou a Seleção Holandesa Sub-19 na fase de qualificação para o Campeonato Europeu de Futebol Sub-19 de 2010. Em 12 de novembro de 2009, ele fez sua estreia e marcou seu primeiro gol pelo Sub-19 em uma partida de qualificação contra Malta.
Em 13 de novembro de 2016, ele estreou pela equipa sénior.

## Estatísticas
Atualizado em 19 de maio de 2021
| Clubes            | Temporadas        | Liga              | Liga  | Liga | Copa  | Copa | Copa da Liga | Copa da Liga | Continental | Continental | Outros | Outros | Total | Total |
| Clubes            | Temporadas        | Divisão           | Jogos | Gols | Jogos | Gols | Jogos        | Gols         | Jogos       | Gols        | Jogos  | Gols   | Jogos | Gols  |
| ----------------- | ----------------- | ----------------- | ----- | ---- | ----- | ---- | ------------ | ------------ | ----------- | ----------- | ------ | ------ | ----- | ----- |
| Sparta Rotterdam  | 2009–10           | Eredivisie        | 3     | 0    | 0     | 0    | —            | —            | —           | —           | 0      | 0      | 3     | 0     |
| Sparta Rotterdam  | 2010–11           | Eerste Divisie    | 27    | 0    | 0     | 0    | —            | —            | —           | —           | 0      | 0      | 27    | 0     |
| Sparta Rotterdam  | 2011–12           | Eerste Divisie    | 28    | 2    | 3     | 0    | —            | —            | —           | —           | 2      | 0      | 33    | 2     |
| Sparta Rotterdam  | Total             | Total             | 58    | 2    | 3     | 0    | —            | —            | —           | —           | 2      | 0      | 63    | 2     |
| Heerenveen        | 2012–13           | Eredivisie        | 26    | 1    | 2     | 0    | —            | —            | 4           | 1           | —      | —      | 32    | 2     |
| Heerenveen        | 2013–14           | Eredivisie        | 32    | 3    | 3     | 0    | —            | —            | —           | —           | —      | —      | 35    | 3     |
| Heerenveen        | 2014–15           | Eredivisie        | 36    | 1    | 1     | 0    | —            | —            | —           | —           | —      | —      | 37    | 1     |
| Heerenveen        | Total             | Total             | 94    | 5    | 6     | 0    | —            | —            | 4           | 1           | —      | —      | 104   | 6     |
| Atalanta          | 2015–16           | Serie A           | 36    | 1    | 1     | 1    | —            | —            | —           | —           | —      | —      | 37    | 2     |
| Middlesbrough     | 2016–17           | Premier League    | 33    | 4    | 2     | 1    | 0            | 0            | —           | —           | —      | —      | 35    | 5     |
| Middlesbrough     | 2017–18           | Championship      | 1     | 0    | 0     | 0    | 0            | 0            | —           | —           | —      | —      | 1     | 0     |
| Middlesbrough     | Total             | Total             | 34    | 4    | 2     | 1    | 0            | 0            | —           | —           | —      | —      | 36    | 5     |
| Atalanta          | 2017–18           | Serie A           | 34    | 3    | 4     | 0    | —            | —            | 8           | 0           | —      | —      | 46    | 3     |
| Atalanta          | 2018–19           | Serie A           | 35    | 2    | 4     | 1    | —            | —            | 5           | 0           | —      | —      | 44    | 3     |
| Atalanta          | 2019–20           | Serie A           | 35    | 2    | 1     | 0    | —            | —            | 9           | 0           | —      | —      | 45    | 2     |
| Atalanta          | 2020–21           | Serie A           | 33    | 1    | 4     | 0    | —            | —            | 6           | 0           | —      | —      | 43    | 1     |
| Atalanta          | Total             | Total             | 173   | 9    | 14    | 2    | —            | —            | 28          | 0           | —      | —      | 215   | 11    |
| Total da carreira | Total da carreira | Total da carreira | 359   | 20   | 25    | 3    | 0            | 0            | 32          | 1           | 2      | 0      | 418   | 24    |

### Seleção
| Seleção | Anos  | Jogos | Gols |
| ------- | ----- | ----- | ---- |
| Holanda | 2016  | 1     | 0    |
| Holanda | 2017  | 1     | 0    |
| Holanda | 2018  | 6     | 0    |
| Holanda | 2019  | 8     | 0    |
| Holanda | 2020  | 4     | 0    |
| Holanda | 2021  | 1     | 0    |
| Total   | Total | 21    | 0    |

## Títulos
Atalanta
- Liga Europa da UEFA: 2023–24